# Hijken
Hijken (52° 54′ N, 6° 30′ L) é uma cidade dos Países Baixos, na província de Drente. Hijken pertence ao município de Midden-Drente, e está situada a 13 km, a sul de Assen.
Em 2001, a cidade de Hijken tinha 322 habitantes. A área urbana da cidade é de 0.12 km², e tem 117 residências. 
A área de Hijken, que também inclui as partes periféricas da cidade, bem como a zona rural circundante, tem uma população estimada em 890 habitantes.